# Dactylodenia varia
Dactylodenia varia är en orkidéart som först beskrevs av Thomas Stephenson och Thomas Alan Stephenson, och fick sitt nu gällande namn av Leonid Vladimirovitj Averjanov. Dactylodenia varia ingår i släktet Dactylodenia, och familjen orkidéer. Inga underarter finns listade i Catalogue of Life.